# Securigera varia
La coronilla rosa (Securigera varia) es una planta herbácea de la familia de las fabáceas.

## Descripción
Hierba vivaz de 0,2-06 m, muy ramificada, difuso-ascendente, endurecida en su base y multicaule con tallos fistulosos. Hojas alternas divididas en hasta 12 parejas de folíolos oblongos o elípticos. Flores papilionáceas de color blanquecino, rosado o púrpura que tiende al azul, dispuestas en grupos de 10 a 12 flores.

## Distribución y hábitat
Distribución submediterránea. Forma parte de las orlas herbáceas de bosques caducifolios submediterráneos y herbazales mesófilos que colonizan los claros de este tipo de bosques, aunque en ocasiones aparece naturalizada en algunos puntos del litoral, en herbazales desarrollados sobre suelos profundos, húmedos y subnitrificados, en terraplenes, orillas de acequias y márgenes de campos de regadío, entre 100 y 1.300 m.

## Importancia económica y cultural
Usos
Cardiotónico de uso limitado a prescripción facultativa. Sus semillas contienen un heterósido (ircanósido) cuyo aglicón (ircanogenina), una anhidroestrofantidina, ha mostrado además de una acción cardiotónica, un marcado efecto antitumoral. Dosis: Utilización bajo prescripción y control médicos.